# Veternigo
Veternigo è una frazione del comune di Santa Maria di Sala, in provincia di Venezia.

## Geografia fisica
Veternigo sorge a nord est del capoluogo comunale, in una zona compresa tra il fiume Muson Vecchio a nord e il rio Veternigo a sud.
Il centro si sviluppava in origine lungo via Desman, che in passato rappresentava il decumano del graticolato romano; lo sviluppo urbano più recente ha visto l'espansione dell'agglomerato anche verso nord, sviluppo che continua anche oggi.

## Origini del nome
Il toponimo, probabilmente di origine latina, deriverebbe da vetrinius ("luogo per gli animali da lavoro), o da Vetrinus (nome di un centurione romano, che possedeva in antichità il territorio) o, ancora, da veter vicus ("vecchio borgo") o, infine, da vetus, terreno vecchio, coltivato da molto tempo. Ancora, infine, da un *veteranicum (insediamento di ex legionari).

## Storia
Numerosi i reperti archeologici rinvenuti nel territorio, tuttavia la storia di Veternigo è in gran parte oscura. Nel 1292 viene citata la cappella de Vitrinico retta da un tale prete Giovanni.
Del paese di Veternigo facevano parte i borghi o contrade di: Bianchini - Bovolenta - Ca'Reggiani - Cente - Motte - Rio Veternigo - Rugoletto - Vallone - Villanova (con la chiesa di S.Michele).
Veternigo è molto più antica della vicina Villanova S. Michele, che verrà assorbita dal primo, anche se entrambi i villaggi erano chiese filiali della pieve di Zianigo.

## Monumenti e luoghi d'interesse
La chiesa di S.Michele Arcangelo, a seguito della distruzione ed abbandono del villaggio, divenne chiesa campestre, fu anche costruita sotto forma di oratorio, ma nel 1791 era diroccata ed in seguito fu demolita.
L'attuale parrocchiale fu innalzata nel 1866 sostituendo la precedente costruzione del XVI secolo ed è dedicata non solo alla Trasfigurazione ma anche a San Sebastiano, patrono di Veternigo. San Sebastiano si festeggia il 20 gennaio, festività molto sentita che in passato veniva ricordata con delle bancarelle di fichi secchi, bagigi e "fighetti" allestite davanti alla chiesa. Alla Trasfigurazione invece è intitolata la sagra paesana, conosciuta tradizionalmente anche come Sagra del Capusso, che si svolge nella prima settimana di Agosto.

### Manoscritti
- Codex Tarvisinus f. 49 presso Archivio di Stato di Venezia
- Antonio Scotti, Raccolta di Documenti, M.S. 1741, Tomo II presso la Biblioteca comunale di Treviso catalogo n. 975.

### Testi a stampa
- Carlo Agnoletti, Treviso e le sue Pievi, Treviso 1896-1898, ristampa anastatica, Bologna, Sala Bolognese Forni, 1978.
- Giovanni Battista Verci, Storia della Marca Trivigiana e Veronese, Venezia, Storti, 1786-1791, ristampa anastatica, Bologna, Sala Bolognese Forni, 1980.
- G. Beltrame 2000 Statuti del comune di Padova